# اولگا باکالدینا
اولگا باکالدینا (به انگلیسی: Olga Bakaldina) (زادهٔ ۲۸ مارس ۱۹۸۵) شناگر اهل آلمان است.